# Irbit (rivier)
De Irbit (Russisch: Ирбит) is een rivier in de Russische oblast Sverdlovsk en een zijrivier van de Nitsa.

## Loop
De rivier ontspringt in het stedelijk district van Soechoj Log en stroomt eerst in noordelijke richting, waarbij ze het Irbitskojemeer aan rechterzijde passeert en vervolgens door het zuidoostelijke deel van het stedelijk district van Artjomovski stroomt, waar de Dalny Boelanasj, Blizjni Boelanasj en (Tataarse) Bobrovka aan linkerzijde instromen en de rivier bij het dorp Pisanets afbuigt naar het oosten. De Irbit vervolgt haar weg door het dorp Sosnovy Bor en de plaats Krasnogvardejski, waar ze afgedamd is en daardoor een groot waterbekken vormt. Vervolgens stroomt de rivier verder in oostelijke richting langs de dorpen Sjmakovskoje, Jaksjina, Boelanova, waarna de rivier de Ljaga instroomt bij de plaats Kilatsjovskoje en de rivier afbuigt naar het noorden. De rivier passeert dan de dorpen Pervomajskaja, Belosloedskoje, Molokova en de Zajkovse microdistricten Konopljany, Melnikovo, Choedjakovo, Davydkovo en het centrale deel van de plaats Zajkovo, waarvan de straten zich uitslingeren langs de rivier. Aan de noordwestzijde van deze plaats stroomt de (Grote) Bobrovka in de Irbit, die haar weg verder vervolgt in noordoostelijke richting, langs de dorpen Retsjkalova, Simanova, Kirillova, Tsjoesovljany en bereikt dan het stedelijk gebied van de gelijknamige stad Irbit; eerst het geïsoleerde microdistrict Sjmakova en de dorpen Fomina, Boelanova en Melnikova en vervolgens de stad zelf, waar deze gekanaliseerd in zuidoostelijke richting uitstroomt in de Nitsa. In het stadsgebied zelf telt de rivier veel meanders.